# Jacques Lévèque
Jacques Lévèque (ur. 1 października 1917 w Paryżu, zm. 16 listopada 2013) – francuski lekkoatleta, średniodystansowiec, wicemistrz Europy z 1938.
Zdobył srebrny medal w biegu na 800 metrów na mistrzostwach Europy w 1938 w Paryżu, przegrywając jedynie z Rudolfem Harbigiem z Niemiec, a wyprzedzając Mario Lanziego z Włoch. Startował również w sztafecie 4 × 400 metrów, która w składzie: Joseph Bertolino, André Gardien, Lévèque i Prudent Joye zajęła 4. miejsce.
Był mistrzem Francji w biegu na 800 metrów w 1938, wicemistrzem na tym dystansie w 1939 i brązowym medalistą w 1937.
Był rekordzistą Francji w biegu na 500 metrów z rezultatem 1:03,5 Z 1937.
Rekord życiowy Lévèque’a w biegu na 800 metrów wynosił 1:51,8 (ustanowiony 4 września 1938 w Paryżu).